# Hospital general de Puerto España
El Hospital general de Puerto España (en inglés: Port of Spain General Hospital) es un hospital público, en Puerto España, Trinidad y Tobago. El edificio principal fue una vez un hospital colonial construido en 1855, utilizando piedra y ladrillo importado para crear una fachada de estilo clásico. El exterior se ha mantenido, mientras que el interior ha sido adaptado para la práctica de la medicina moderna.
El hospital se encuentra en la parte superior de la calle Charlotte, en la ciudad y sirve como el principal hospital de la región noroeste de Trinidad, la región más densamente poblada de la isla. Entre sus servicios se encuentran la atención obstétrica y ginecológica, atención médica ambulatoria, especialidades quirúrgicas, como la ortopedia y la cirugía plástica, apoyo terapéutico y atención de emergencia. También sirve como un hospital de enseñanza para los estudiantes de medicina de la Universidad de las Indias Occidentales, campus de San Agustín.